# 54e cérémonie des Golden Horse Film Festival and Awards
La 54e cérémonie des Golden Horse Film Festival and Awards s'est déroulé le 25 novembre 2017 au Sun Yat-sen Memorial Hall à Taipei, Taïwan. Organisé par le Taipei Golden Horse Film Festival Executive Committee, ces prix récompensent les meilleurs films en  langue chinoise de 2016 et 2017,. La cérémonie est diffusée sur TTV.

## Palmarès

### Meilleur film
- The Bold, the Corrupt, and the Beautiful de Yang Ya-che
  - Free and Easy de Jun Geng
  - The Great Buddha + de Huang Hsin-yao
  - Love Education de Sylvia Chang
  - Angels Wear White de Vivian Qu

### Meilleur film d'animation
- Have a Nice Day de Liu Jian

### Meilleur réalisateur
- Vivian Qu pour Angels Wear White
  - Jun Geng pour Free and Easy
  - Sylvia Chang pour Love Education
  - Ann Hui pour Our Time Will Come
  - Yang Ya-che pour The Bold, the Corrupt, and the Beautiful

### Meilleur acteur
- Tu Men pour Old Beast
  - Kaiser Chuang pour Who Killed Cock Robin
  - Bo Huang pour The Conformist
  - Takeshi Kaneshiro pour See You Tomorrow
  - Tian Zhuangzhuang pour Love Education

### Meilleure actrice
- Kara Hui pour The Bold, the Corrupt, and the Beautiful
  - Shu Qi pour The Village of No Return
  - Sylvia Chang pour Love Education
  - Vicky Chen pour See You Tomorrow
  - Ivy Yin pour The Island That All Flow By

### Meilleur acteur dans un second rôle
- Bamboo Chen pour Alifu, the Prince/ss

### Meilleure actrice dans un second rôle
- Vicky Chen pour The Bold, the Corrupt, and the Beautiful

### Meilleur nouveau réalisateur
- Huang Hsin-yao pour The Great Buddha +

### Meilleur nouvel intéerprète
- Rima Zeidan pour Missing Johnny

### Meilleur scénario original
- Zhou Ziyang pour Old Beast

### Meilleur scénario adapté
- Huang Hsin-yao pour The Great Buddha +

### Meilleure photographie
- Chung Mong-hong pour The Great Buddha +

### Meilleurs effets spéciaux
- Johnny Lin, Perry Kain et Thomas Reppen pour See You Tomorrow

### Meilleure direction artistique
- Alfred Yau pour See You Tomorrow

### Meilleurs maquillages et costumes
- William Chang et Cheung Siu-hong pour See You Tomorrow

### Meilleure chorégraphie d'action
- Sang Lin pour Brotherhood of Blades II: The Infernal Battlefield

### Meilleure musique originale
- Lin Sheng-xiang pour The Great Buddha+

### Meilleure chanson originale
- To Have, or Not To Have pour The Great Buddha+

### Meilleur montage
- Jean Tsien et Bob Lee pour Plastic China

### Meilleur son
- Tu Duu-chih, Patrick Tu et Wu Shu-yao pour Mon Mon Mon Monsters